# 興寧陵 (唐)
兴宁陵为唐朝皇家陵寝之一，为唐高祖父亲李昞墓。位于今陕西省咸阳市东20公里处渭城区正阳街道后排村。
北周唐国公李昞于周武帝建德元年（572年）去世，葬在咸阳。隋炀帝大业十三年（617年）李昞的儿子李渊在晋阳起兵，攻打隋朝的西京大兴城。隋朝西京留守的将领阴世师、骨仪派人破坏李昞和李昞的父亲李虎的墓葬。隋恭帝义宁二年（618年），李渊取代隋朝，建立唐朝，追尊父亲为世祖元皇帝，墓称兴宁陵。
兴宁陵陵墓封土为圆锥形，底部周长133米，高约5米。陵前保存有石狮1对，石天鹿2对，石虎1对，雕刻细微。原为陕西省文物保护单位。2013年，成为全国重点文物保护单位。